# المسيحية في زامبيا

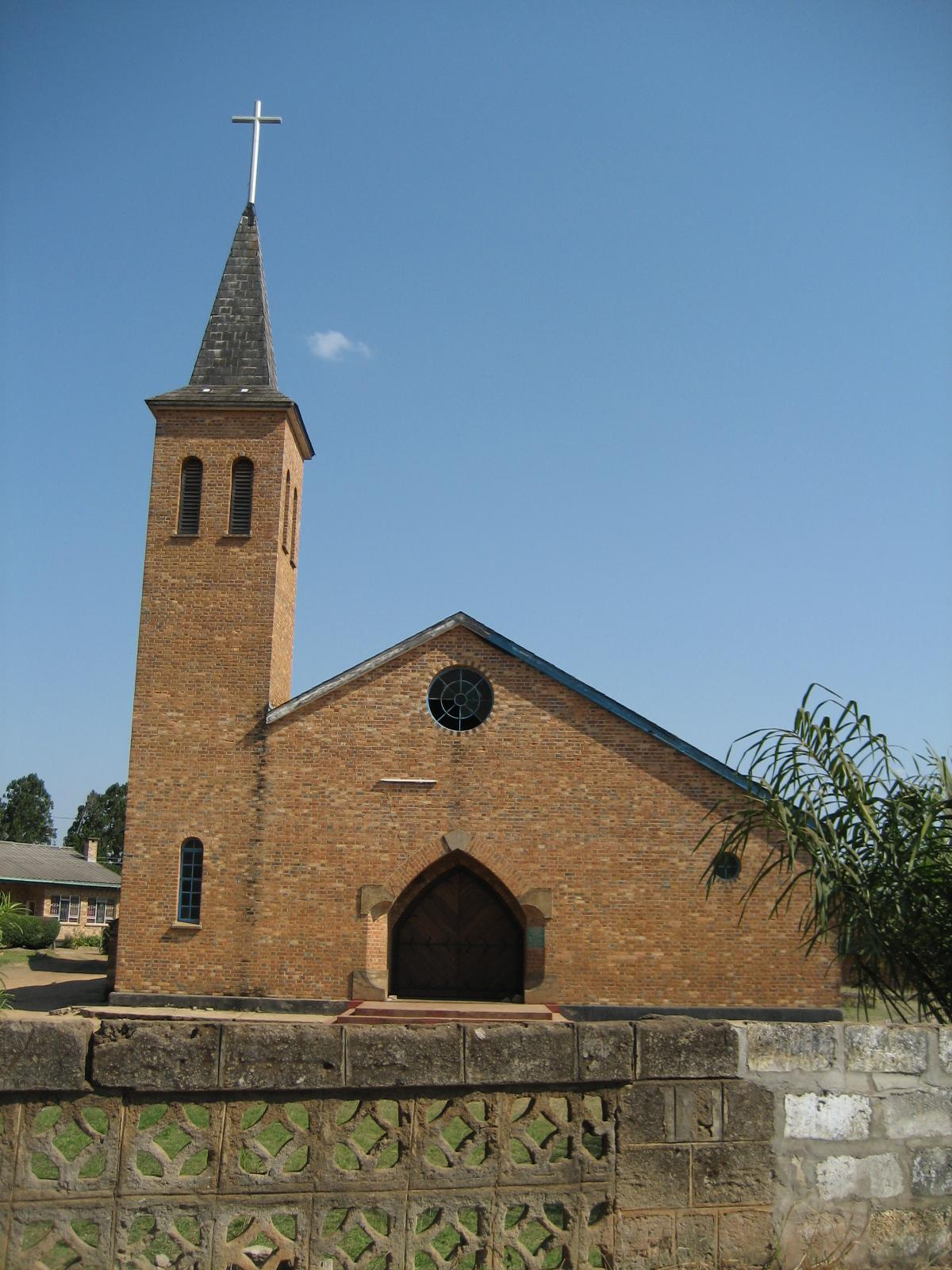
كاتدرائية مانسا الكاثوليكية في زامبيا.

تُشكل المسيحية في زامبيا أكثر الديانات إنتشاراً بين السكان، رسميًا زامبيا أمة مسيحية وفقًا لدستور عام 1996. لكن تتواجد مجموعة واسعة من التقاليد الدينيّة الأخرى. الفكر الديني التقليدي يمزج بسهولة مع المعتقدات المسيحية في العديد من الكنائس وهو ما يسى التوفيقية بين الأديان. وفقاً لتعداد السكان عام 2010 الديانة المسيحية هي الديانة السائدة إذ يعتنقها حوالي 95.5% من السكان. وينتمي حوالي 75.3% من السكان إلى المذاهب البروتستانتية في حين يتبع حوالي 20.2% من السكان المذهب الروماني الكاثوليكي.
ُيُعتقد أن المسيحية قد وصلت إلى أراضي زامبيا من خلال المبشرين البروتستانت الأوروبيين والمستكشفين الأفارقة خلال منتصف القرن التاسع عشر. وكان ديفيد ليفينغستون مبشرًا اسكتلنديًا قام بعمل مبادر من خلال جلب انتباه أفريقيا إلى العالم الغربي. ألهم ليفنجستون التجار المستكشفين والمبشرين، وقاد الطريق في وسط أفريقيا إلى المبشرين الذين بدأوا بنشر التعليم والرعاية الصحية بين الأفارقة.و كان العديد من القادة وأعضاء القبائل الإفريقية يقدرونه وكان أحد الأسباب الرئيسية لتسهيل العلاقات بينهم وبين البريطانيين. وقد نمت وازدهرت هذه المجموعات المسيحية من خلال المستوطنات التبشيريّة البرتغاليّة الكاثوليكية القادمة من موزمبيق والبعثات الإنجليزية والاسكتلنديّة الإنجليكانية من الجنوب. بإستثناء بعض الوظائف الفنية والأكاديميَّة، تولى المبشرين الغربيين العديد من المناصب السياسية والتعليميّة؛ على سبيل المثال أصبح فريدريك شيلوبا (مبشر خمسيني) رئيسًا في عام 1991.

## تاريخ

### العصور المبكرة

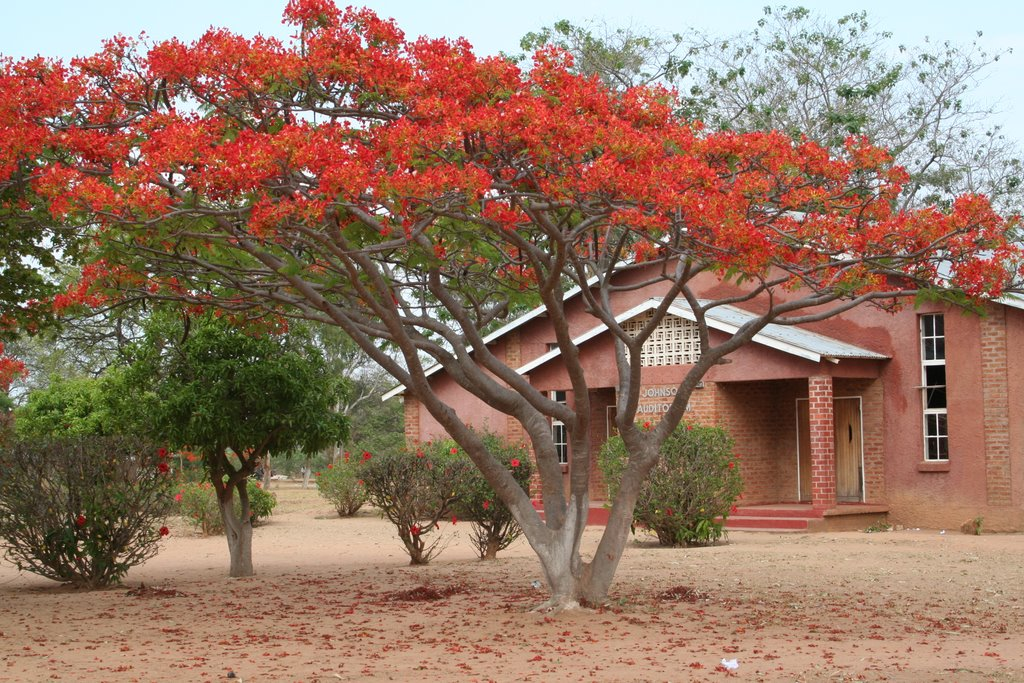
بعثة جورج بنسون البروتستانتية في مقاطعة جنوب في زامبيا.

تزامن استكشاف ديفيد ليفينغستون للمنطقة مع زيادة الاهتمام التبشيري في الكنائس الإنجيلية في بريطانيا، وعلى الرغم من دوافعه المعقدة، أصبح ليفينغستون محببًا للتوسع الإنجيلي. وفقاً لكيرنز هذا الاهتمام تأثر إلى حد كبير «نتيجة الإحياء الديني بين التقويين والميثوديين وبين الإنجيليين في الكنيسة الأنجليكانية. حيث أراد الناس تحويل الآخرين إلى نفس التجربة الدينية السعيدة التي كانت لديهم». وقد زاد ارتفاع الحماسة التبشيرية مع توسع الإمبراطوريات الأوروبية، فتح مناطق مجهولة وجلب ثقافات أخرى إلى انتباه جمعيات البعثات التبشيرية المُشكلة حديثًا. ألهم ديفيد ليفينغستون العديد من الإنجيليين في خطابه في مجلس الشيوخ في جامعة كامبريدج عام 1857 حيث صرح «أعتقد أننا ارتكبنا خطأً فادحًا عندما حملنا التجارة إلى الهند، لأننا خجلنا من مسيحيتنا... يجب أن يكون هذان الروادان للحضارة - المسيحية والتجارة - غير منفصلين». واختتم الخطاب بالنداء «أعود إلى أفريقيا لأفتح طريقًا مفتوحًا أمام التجارة والمسيحية..».
بعد وفاة ديفيد ليفينغستون في عام 1873 في إيلالا على ضفاف بحيرة بانغويلو في شمال شرق زامبيا، أصبحت جمعية لندن التبشيرية أول منظمة تقوم بإنشاء محطة مهمة في نياميكولو بالقرب من بحيرة تنجانيقا في عام 1885، وتلاها تأسيس العديد من محطات البعثات الأخرى في جميع أنحاء البلاد. وجزء من سبب الانتشار السريع لهذه المحطات كان قبولها لدى بعض القبائل الأصغر في المنطقة الشمالية من زامبيا، حيث أدركوا أن «المبشرين... سيوفرون حماية فعالة» من المهاجمين، مثل قبيلة بيمبا الأكثر قوة. واتبعت محطات مهمة أخرى مثال جمعية لندن التبشيرية وأنشأت وجودًا في مناطق أخرى. ومن الأمثلة على ذلك بعثة باريس الإنجيلية في إيلالا عام 1892، وعمل المبشرين الميثوديين بين شعب إيلا في غرب زامبيا عام 1892، والكنيسة المشيخية في موينزو عام 1894. وفي تشكيل المسيحية في زامبيا، كانت الكنيسة الكاثوليكية الطائفة الأكثر نفوذاً في الأمة. وأسس المبشرون الكاثوليك أولاً مهمة تبشيرية في عام 1895 بين قبيلة بيمبا. وكانت قبيلة بيمبا تقليدياً معادية للنشاط الكنسي، ويرجع ذلك جزئياً إلى مقاومة المستوطنين الأوروبيين، ولكن أيضاً لأن وجودهم عزز عزيمة الجماعات العرقية المتنافسة لمقاومة بيمبا. مع وفاة ملك بيمبا واستبداله بملك أقل عدائية كان الطريق مفتوحًا أمام الآباء البيض لإنشاء بعثة تبشيرية في المنطقة والتي أصبحت مقاطعة كوبربيلت في شمال زامبيا. وفي جنوب زامبيا تم تثبيت نشاط البعثة الكاثوليكية من قبل الرهبان اليسوعيين في السنوات الأولى من القرن العشرين إلى جانب الرهبان الفرنسيسكان. ومازالت زامبيا تحتفظ بالانقسامات التاريخية لهذا النشاط المبكر للبعثات الكاثوليكية؛ والتي لا تزال المقاطعة مقسمة إلى أبرشية تدار من قبل كل من هذه المجموعات.
لا يزال ديفيد ليفينغستون يحظى باحترام كبير من قبل العديد من الزامبيين المعاصرين. وهذا ربما بسبب عدم اعتباره مستعمر واعتباره أكثر كمحضر للإيمان المسيحي والذي يتبعه اليوم أكثر من 75% من السكان، وقد أظهرته الدراسات الإستقصائية الأخيرة ارتفاع النسبة إلى 85% من السكان، ولا تزال المسيحية «تنمو بمعدل يناهز 4% سنوياً»، في بلد يبلغ متوسط معدل نموه السكاني السنوي 2.7% بين عام 1990 إلى عام 1999. رأى ليفنجستون المجتمعات المضطهدة كأساس «لمراكز الوعظ القروية المحتملة»، لنشر الإنجيل وبذلك يوفر قاعدة ثابتة للثقافة الأوروبية.

### الحقبة الاستعمارية

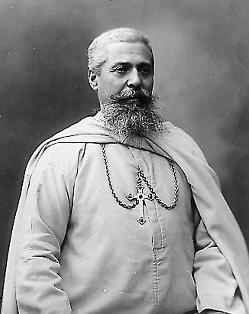
الأسقف جوزيف دوبونت، كان مبشراً رائداً في المنطقة الشمالية في زامبيا.

خلال فترة الحكم الإستعماري في زامبيا، حتى الاستقلال في عام 1964 حاولت الكنيسة المسيحية تخطي الفجوة بين تلبية احتياجات السكان المحليين دون استعداء الإدارة الإستعمارية وجلب السكان المحليين إلى نقطة القبول السلبي للحكم الإستعماري. ونظرت الإدارة الإستعمارية إلى نشاط الكنيسة كأداة عملية للتلقين، ولكنها في بعض الأحيان كانت أداة للمعارضة ضد الحكم الإستعماري أيضاً. وكان الدور التقليدي للكنيسة خلال هذه الفترة هو توفير الرعاية الاجتماعية، حيث أصبحت الكنائس تشارك في المقام الأول في التعليم والرعاية الصحية. كما ظهرت مبادرات أخرى مثل دور الأيتام والتدريب على المهارات والإرشاد الزراعي في تطور زامبيا خلال هذه الفترة. رغم أن دوره امتد في بعض الأحيان إلى الدعوة وصياغة القانون وقانون العقوبات. وفيما يتعلق بالرعاية الصحية، رأت الكنائس أن توفير الرعاية الصحية بأسعار معقولة أمر حيوي بالنسبة للسكان الذين لا يستطيعون تحمل تكاليف العلاج الطبي الخاص. حتى في زامبيا الحالية، تدير الكنيسة الكاثوليكية وحدها 15 مستشفى، وحوالي 28 مركزاً صحياً، وحوالي 54 مؤسسة للرعاية المنزلية. وكان توفير الرعاية الصحية محفزًا مزدوجًا. أولاً، كان هناك الاهتمام الذي تحركه مبادئ الكتاب المقدس في تقديم الرعاية للعاجزين. وثانياً كان الدافع وراء ذلك هو إدراك أن الرعاية الطبية البديلة الوحيدة المُتاحة للسكان المحليين تشمل المعالجين التقليديين واستخدامهم، في العيون الاستعمارية، طرق غير علميّة وخامّة بالإضافة إلى نداءات محتملة لقوى عادات أو أسلاف. وكانت هذه العناصر الأخيرة مثيرة للقلق بشكل خاص في الدوائر الكنسية، حيث حاولت الكنيسة بشكل عام تغيير أو ثني الممارسات الثقافية التي تتعارض مع التعليم المسيحي. وكانت البعثات المسيحية في طليعة التغيير الاجتماعي في زامبيا. وفيما يتعلق بمسألة قوانين العقوبات التقليدية، فقد اعتبرت إما متساهلة أكثر من اللازم أو شديدة القسوة تبعاً للتغيير الذي ترغب فيه البعثات في أن تُفرض، ولعبت الكنيسة دوراً أساسياً في دفع عملية الإصلاح. وبشكل عام على الرغم من أن الرعاية الصحية كان لها تأثير على مجتمع السكان الأصليين كان ينظر إليها على أنها نشاط محايد بشكل معقول من قبل السلطات الإستعمارية.
سعى النظام الإستعماري إلى السيطرة على سياسة التعليم من خلال إخراجها من أيدي الكنائس المسيحية، وبالتالي ارتفعت صرخات إنهاء الحكم الاستعماري من قبل البعثات المحلية المتعلمة المسيحية. وكان التركيز الأساسي للتعليم على المناطق الريفية، وعادةً ما تقدم المدارس المسيحية تعليمًا أوليًا في القراءة الأساسية. إلى جانب دراسة الكتاب المقدس والموضوعات العملية بعد ذلك شعرت أن السكان المحليين لن يكون لديهم سوى القليل من التعليم العالي لأنه قد يؤدي إلى العزلة عن مجتمعاتهم. إن مفهوم توفير التعليم الأساسي فقط، كما كان الحال مع العديد من مدارس البعثات المسيحية، قد تم التشكيك فيه بعد ثورة في ملاوي في عام 1918 شاركت فيها البعثة في تدريب المعلمين والطلاب السابقين. ورأت السلطات الاستعمارية أن التعليم يحتاج إلى أساس أكثر رسمية، وأن يخضع لتدقيق أكثر دقة وأن يوفر قدراً أكبر من الفرص المتاحة أمام التلاميذ الأكثر ملائمة. وبحلول عام 1922، أصدر المؤتمر الإرسالي العام قرارًا يدعو إلى "إنشاء واحدة أو أكثر من الكليات الحكومية أو المؤسسات لتوفير التعليم في الزراعة والغابات وطرق التدريس وواجبات الرؤساء". وعلاوة على ذلك " كانت [المؤسسة] تحت إدارة مجلس مشترك من المرشحين أو الإدارة وممثلي البعثات"، مما وضع سابقة للشراكة بين الدولة والكنيسة في التعليم. في أعقاب الحرب العالمية الثانية، فتحت الحكومة مدارسها الخاصة في بعض المقاطعات. وكان هذا الحدث هو جمع الطوائف المسيحية والسلطات الأصلية معاً من أجل الإجماع حول التعليم في محاولة لتعزيز مواقفهم. ورأت بعض الكنائس سياسة الحكومة كمحاولة لعلمنة العلم وقاومت التحرك علانية. في عام 1951، أنشئت سلطات التعليم المحلية للسيطرة على المدارس الحكومية، وتم تفويضها أيضاً للسيطرة على أي مدارس للبعثات والتي لم تعد السلطات الأصلية أو جمعيات البعثات أو أي منظمة تطوعية أخرى ترغب في إدارتها. وسلمت العديد من البعثات البروتستانتية مدارسهم، حيث بحلول عام 1963 - فجر استقلال زامبيا - كان 800 من أصل 2,100 مدرسة بروتستانتية بينما كانت البقية في الأساس مدارس يديرها الكاثوليك والتي شكلت حوالي 30% من المدارس".

### الاستقلال

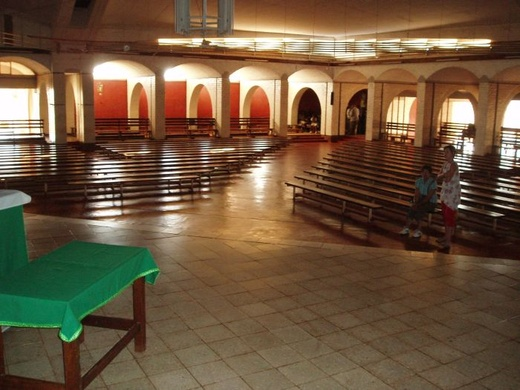
داخل كاتدرائيّة كاساما الكاثوليكية.

وجد الدافع من أجل زامبيا المستقلة احتضاناً من قبل الكنائس، وفقاً لهويل جيه «شكلت الكنيسة المسيحية... جزءًا هامًا من المشهد التنظيمي في العديد من دول جنوب الصحراء الكبرى، ولم تكن تضم فقط منتدى للتواصل الروحي بل أيضاً كانت ملاذاً للمقاومة العلمانية». وأشار فيري إلى أن «مراكز البعثة قدمت المكان الذي يمكن فيه مناقشة التناقضات بين المسيحية وسياسات العنصرية والإستعمار في الحرية النسبية... وكان تأثير ذلك هو أن النضال ضد الإستعمار في زامبيا كان مدفوعاً بوضوح بالمعتقدات المسيحية وتعبئتها في العمل الاجتماعي المسيحي». وعلى الرغم من أن الكنيسة كانت هي القاعدة الأساسية لكثير من أفكار القومية التي أدت إلى الاستقلال في زامبيا، إلا أن فيري يشير إلى أن الحريات التي أحدثتها القومية وهي السماح لرابطات المجتمع المدني العلمانية الأخرى بتخفيف سطوة الكنيسة جانباً كمصدر رئيسي لمعارضة الحكم الإستعماري. ومع إعلان كينيث كاوندا عن استقلال البلاد، تراجعت الكنيسة عن المجال السياسي، وأصبحت مؤسسات تقوم بدعم سياسات الحكومة عند الضرورة. ويؤكد فيري أن هذا يدل على عكس الظاهرة التي لاحظها بيارت في الكاميرون حيث «تحل الكنائس في الغالب محل المؤسسات السياسية الواضحة في بعض وظائفها، وذلك عندما يتم قمع المجتمع المدني من قبل دولة مفترسة، وبالتالي يحدث فراغ في النظام السياسي». ويشير فيري إلى أن الحريات النسبية للجمعيات السياسية وتحسين مبادرات الإنفاق العام في السنوات الأولى من حكم حزب الاستقلال الوطني المتحد والتي تسببت في عودة الكنيسة إلى دور رعوي تقليدي أكثر. في حين يقترح آخرون، مثل جيفورد، أن ملاحظات بيارت كانت محددة في مرجع جغرافي وكرونولوجي فقط إلى الكاميرون، لذلك من الصعب ترجمة هذه التفسيرات إما إلى زامبيا المستقلّة حديثًا أو حتى إلى ظروف اليوم.
في عام 1972، تراجعت الحريات السياسية بشكل ملحوظ، وتبع ذلك بسرعة تقلبات اقتصادية كذلك. خلال هذه الفترة كان هناك أيضاً تحول في السلطة والسياسة في الحياة الكنسية الزامبية، حيث بدأت الكنائس في التجمع حول ثلاث هيئات تمثيلية: المؤتمر الأسقفي في زامبيا، والمجلس المسيحي في زامبيا والزمالة الإنجيلية في زامبيا. كان المؤتمر الأسقفي في زامبيا صوتًا موحدًا للعناصر المكونة للكنيسة الرومانية الكاثوليكية. وتشكل المجلس المسيحي في زامبيا إلى حد كبير من كنائس البعثة البروتستانتية التقليدية مثل الكنيسة الأنجليكانية وغيرها. وبدأت الزمالة الإنجيلية من قبل المعمدانيين كجسم أكثر إنجيليًا، ولكن مع مرور السنين أصبحت الخمسينية مؤثرة بشكل متزايد. وبعد الاستقلال، تعرضت كنائس البعثة الإستعمارية لضغوط من جبهتين؛ الأول كان نموًا في الكنائس والحركات التي «انشقت عن كنائس البعثات التقليدية، عادةً بسبب تأثير الكنائس الخمسينية، أو ... لدمج العناصر المحلية التي لن تقبلها كنائس البعثة». والثاني جاء من تدفق المبشرين، خاصةً من الولايات المتحدة، الذين أرسلوا من قبل الكنائس الخمسينية والكاريزمية. وكان للتأكيد على الإعجاز والاعتراف بتأثير العالم الروحي على العالم المادي تأثير كبير في أفريقيا، حيث أن «الثقافة التقليدية للمجتمع الأفريقي ... لا تميز إلا القليل بين الروحية والزمنية». وأدى النمو في الكنائس المستقلة بشكل خاص، إلى فرض كينيث كاوندا «حظراً على تسجيل الكنائس الجديدة»، وفي عام 1988 قام «بوضع حد لما اعتبره» إنشاء غير مسبوق للكنائس الانفصالية. وكانت هذه الخطوة مؤشراً على اتساع الفجوة بين الكنيسة والدولة فيما يتعلق بالسياسات الاقتصادية والإيديولوجيات السياسية والحياة الشخصية لكاوندا.
خلال أواخر عقد 1960، شرعت حكومة حزب الاستقلال الوطني المتحد في أجندة اشتراكية أكثر تطرفاً عرفت باسم الاشتراكية العلمية. أثارت هذه الخطوة قلق المجتمع المسيحي الأوسع في زامبيا خشية أن يؤدي ذلك إلى النزعة الإنسانية الماركسية في البلاد. اتخذت المؤتمر الأسقفي في زامبيا، والمجلس المسيحي في زامبيا والزمالة الإنجيلية في زامبيا خطوة غير إعتادية من خلال إصدار «بيان مشترك بعنوان الماركسية والإنسانية والمسيحية». وقامت الحكومة خوفاً من رد فعل عنيف من الجمهور بالتقليل من سياساتها. وبحسب فيري «اكتشفت الكنائس أن حزب الاستقلال الوطني المتحد كان يتبنى الاشتراكية ليس بالضرورة بسبب تغيير عقائدي في القلب، ولكن كطريقة أخرى للتحكم». ودفع النجاح المشترك للهيئات الثلاث إلى الاستمرار في العمل عن كثب فيما يتعلق بالسياسة العامة، وبحسب جيفورد أدى ذلك إلى «جعل المسيحية في زامبيا ... فريدة من نوعها في القارة» وفي أن «التعاون يشمل الكنائس الخمسينية».

### ما بعد الاستقلال

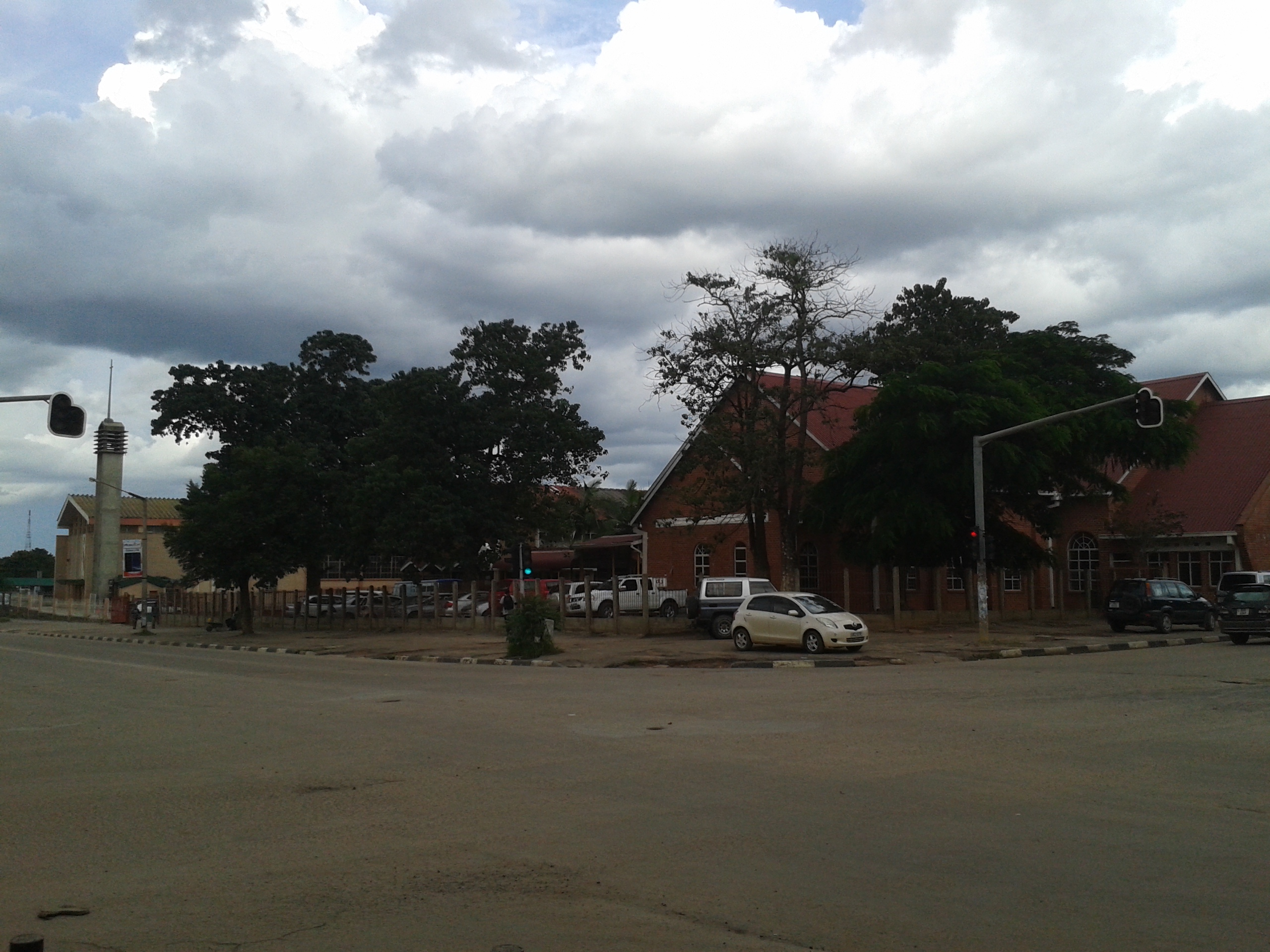
مجمع كنائس مسيحية في كيتوي.

أدت الاضطرابات السياسية في زامبيا، بما في ذلك أعمال الشغب التي أودت بحياة 30 شخصًا ومحاولة انقلاب، إلى الدعوة إلى ديمقراطية متعددة الأحزاب. «وكان الطلب على الديمقراطية في العديد من البلدان في إفريقيا، بما في ذلك زامبيا، أيضاً تعبيراً عن معارضته لآثار التكيف الهيكلي». واستسلم كينيث كاوندا المُحاصر واستدعى لإجراء استفتاء. في منتصف عام 1990 تم تشكيل «حركة الديمقراطية متعددة الأحزاب، وهو تحالف غير رسمي للمعارضين السياسيين للحكومة». على الرغم من أن الكنائس المسيحية قد سلكت مساراً دقيقاً حتى لا تعمل على الترويج لأي حزب، يلاحظ فيري أن «الخطب السياسية المؤيدة للديمقراطية أصبحت متكررة في العديد من الكنائس»، لكنه يخلص إلى أنه «على الرغم من تحيزها نحو التغيير، إلا أن الكنائس حافظت على دور غير حزبي، كعوامل حاسمة للمصالحة خلال الأوقات الحرجة». وكان على الكنائس أن تقضي أياماً من أجل العملية الانتخابية، بما في ذلك ليلة الانتخابات نفسها، و«خلال الأشهر القليلة التي سبقت الانتخابات، ربما قدمت الكنائس أكبر مساهماتها في عملية الانتقال السلمي. لقد انضمت إلى تشكيل الكنائس المسيحية، وهو فريق مُراقبة أصبح بعد ذلك لجنة تنسيق الانتخابات في زامبيا، والتي انطلقت لتدريب جيش على مستوى القاعدة لمراقبة الإجراءات في جميع مراكز الاقتراع يوم الانتخابات». يشير جيمي كارتر الذي قاد الفريق الدولي للمراقبين إلى أنه في وقت «الجمود السياسي» بين فريدريك شيلوبا وكينيث كاوندا، وفرت الكاتدرائية الأنجليكانية في لوساكا «مكان الاجتماع المقبول لكلا الطرفين. وأدى اجتماعهم الذي بدأ بالصلاة المشتركة، في النهاية إلى إعادة صياغة الدستور الذي فتح الطريق للانتخابات».

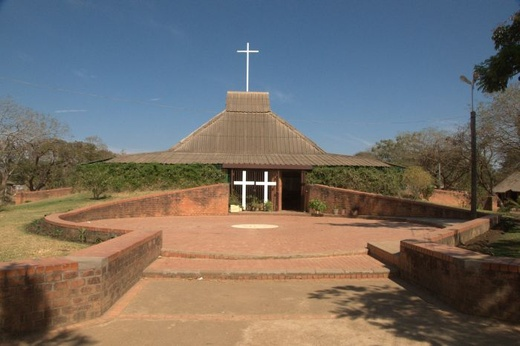
كنيسة كاثوليكية على نمط الزامبي التقليدي في لوساكا.

كان المسيحيون حذرين من المواقف اللاهوتية غير التقليدية إلى حد ما في حقبة كينيث كاوندا في الماضي وأكثر استعداء عندما بدأ الرئيس بالمزح علناً عن المعتقدات الدينية الشرقية. كان التصور المتنامي في زامبيا هو "أن كوندا لم يتخل عن المسيحية الحقيقية فحسب، ولكنه سقط تحت تأثير المعلمون الغربيون ... في الثمانينيات من القرن الماضي، أصبح مرتبطاً بالدكتور م. رانغاناثان وأنشأ له معبد ديفيد يونيفرسال في ستيت هاوس". ويذكر فيري أنَّ الارتباط "بالديانات الشرقية ... لم يكن مقبولًا لدى المسيحيين الزامبيين". وقد تفاقمت التوترات الناجمة عن الانجراف المفترض لكوندا عن الأرثوذكسية المسيحية عندما زعم كوندا أن "الكنائس كانت تبشر بالكراهية" ردًا على ذلك. ولمقالات سلبية عن نظامه في اثنين من المنشورات المسيحية. ويلاحظ جيفورد أن استجابة كبار القساوسة من ندولا، المدينة الرئيسية في كوبربيلت، كانت تسمى المشروع "شيطاني" وكانت قد "استنكرت حقيقة أنّ الحكومة" حظرت تسجيل المزيد من الكنائس لكنها سمحت لأنظمة غامضة بدخول زامبيا". لاحظ سميث أن فريدريك شيلوبا "كان مختلفًا تمامًا عن كوندا - من الناحيتين السياسية والدينية. ومن الناحية السياسية، كان يرمز إلى جيل جديد". ولم ينشغل بالعقيدة التي دارت حول النقاش الإستعماري مقابل النقاش القومي خلال حقبة كاوندا، ولكنه مثل الاحتياجات التنموية زامبيا. في الفترة التي سبقت الانتخابات، كان شيلوبا يشتغل حالة الصدع بين كاوندا والمسيحيين لصالحه من خلال التأكيد على المسيحية. ويقول فيري أنّ "شيلوبا حصل على دعم الكنائس [بينما] كوندا فقد ذلك".
استمرت رعاية شيلوبا للجناح الإنجيلي للكنيسة حيث «عين قساوسة متجددين في مناصب حكومية». و«ذُكر أن شيلوبا قد وزع 140 مليون كواتشا على بعض هذه الكنائس خلال الحملة الانتخابية لعام 1996 على أمل تعزيز دعمها السياسي. وقد قدم شيلوبا امتيازات أخرى للكنائس لتحقيق هذه الغاية، بما في ذلك إصدار جوازات سفر دبلوماسية لرجال الدين ... وتخصيص موافقات لبناء للكنائس». كما أشار فيري إلى أنه«كان هناك تدفق للمبشرين المسيحيين إلى زامبيا. وإزداد حضور الكنائس الكاريزمية الجديدة أو المنظمات الكنسية». وهذا ليس مفاجئًا لأن الكنيسة الخمسينية على وجه الخصوص كانت حريصة على تعزيز الأمة المسيحية خلال حقبة شيلوبا. وتمكنت الكنائس الخمسينية من أن تنأى بنفسها إلى درجة لم تتأثر إلى حد كبير بسقوط شيلوبا. وزود مومبا تحريض حزب التحالف الوطني للمواطنين من قبل مومبا بالكثير من الطرق الآمنة لتبديل الولاءات دون التخلي عن مفهوم الأمة المسيحية. يقول فيري عن الشؤون السياسية الزامبية إنه «لم يندرج في نمط حزب يدعم الأمة المسيحية، ويتنافس مع حزب آخر يعارضها. بل أصبحت السياسة الزامبية تدار بشكل متزايد بين مؤيدي مفهوم الأمة المسيحية». بعد انتخاب ليفي موناوازا، دعا نيفير مومبا إلى أن يصبح نائبًا للرئيس، وبذلك منح شرعية للكنيسة الخمسينية لحكومته دون الحقائب التي أحاطت شيلوبا. من نواح كثيرة، مكّنت رئاسة شيلوبا الكنيسة الخمسينية من تأمين صوتها مع الكنائس الأكبر والأكثر رسوخاً في زامبيا وبين سكان المدن على وجه الخصوص، ويُنظر إليها بشكل متزايد على أنها واحدة من أكثر أجزاء المجتمع المدني نشاطًا.

## الحضور في المجتمع

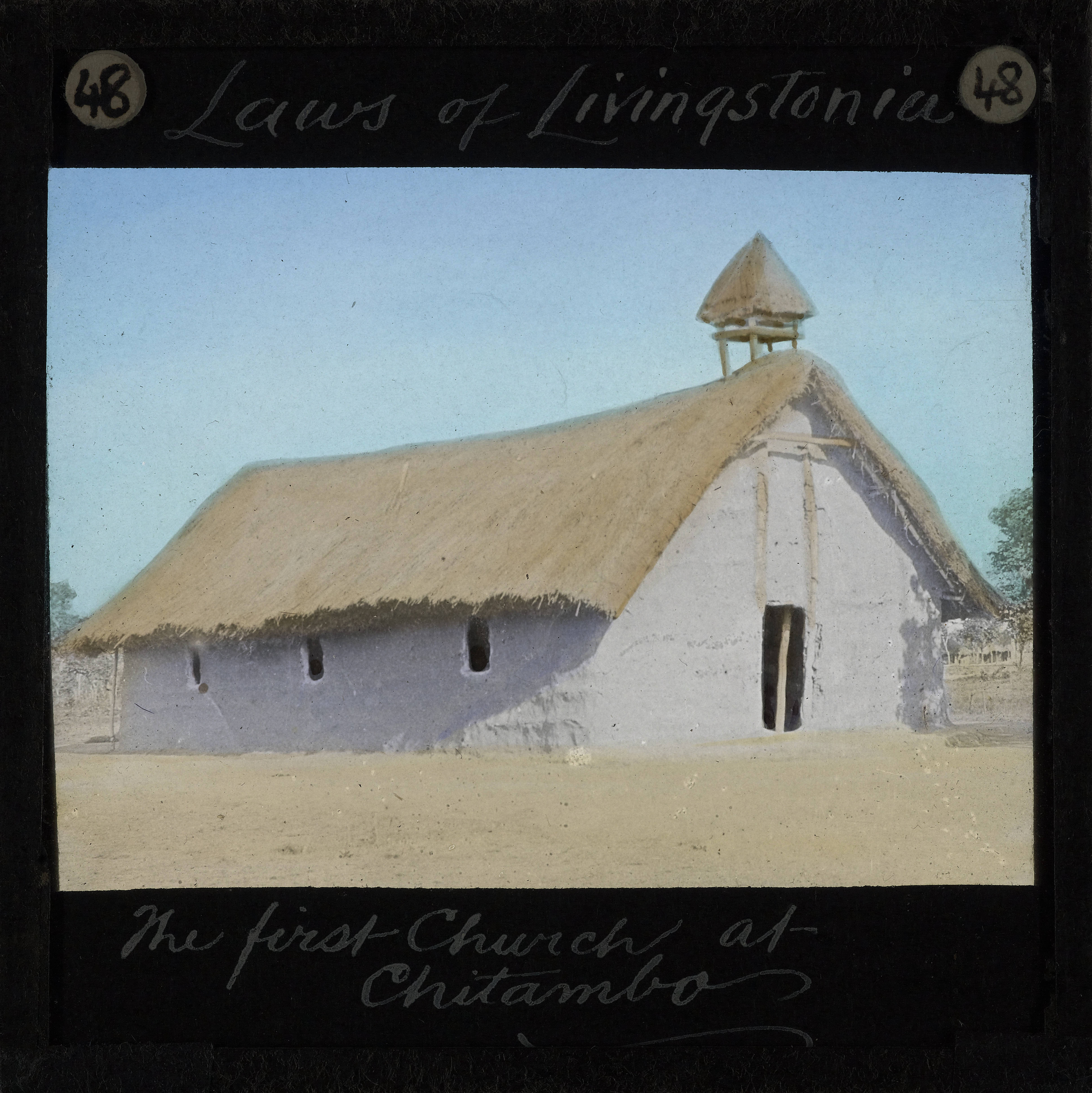
صورة لجزء خارجي من الكنيسة الأولى في تشيتامبو بجنوب زامبيا.

وفقاً لتعداد السكان عام 2010 الديانة المسيحية هي الديانة السائدة إذ يعتنقها حوالي 95.5% من السكان. وينتمي حوالي 75.3% من السكان إلى المذاهب البروتستانتية في حين يتبع حوالي 20.2% من السكان المذهب الروماني الكاثوليكي. وتشمل الطوائف المسيحية في زامبيا كل من الكنيسة المشيخية، والكنيسة الرومانية الكاثوليكية، والكنيسة الأنجليكانية، والخمسينية، والكنيسة الرسولية الجديدة، واللوثرية، والأدفنتست، وشهود يهوه، وكنيسة يسوع المسيح لقديسي الأيام الأخيرة، ومجموعة متنوعة من الطوائف الإنجيلية. وعلى الرغم من نفوذ الكنيسة الأنجليكانية خلال الحقبة الإستعمارية، الأ أن أعدادها لا تزال صغيرة نسبياً، ولا تتمتع الإنجليكانية المعاصرة في زامبيا بالحماس الإنجيلي الواضح في أماكن أخرى في الدول الأفريقية الحديثة والتي كانت مستعمرات بريطانية بشكل رسمي. والكنيسة الكاثوليكية في زامبيا هي جزء من الكنيسة الكاثوليكية العالمية في ظل القيادة الروحية للبابا في روما، وتضم البلاد حوالي ثلاثة ملايين كاثوليكي أو حوالي ربع مجموع السكان. ويتوزعون على عشرة أبرشيات، بما في ذلك أسقفيتين.
قامت مختلف الكنائس خلال هذه الفترة بتوفير الرعاية الاجتماعية والصحية. وعملت الكنائس في المقام الأول في مجال التعليم والرعاية الصحية. وكانت هناك مبادرات أخرى مثل بناء دور الأيتام والتدريب على المهارات والإرشاد الزراعي والتي ساعدت في تطوير زامبيا خلال هذه الفترة. وفي مسألة الرعاية الصحية عمل العديد من المبشرين في مهنة الطب وكانوا من الأطباء وقامت الكنائس في توفير الرعاية الصحية بأسعار معقولة للسكان الذين لا يستطيعون تحمل نفقات العلاج الطبي الخاص. حاليًا تقوم الكنيسة الكاثوليكية وحدها بتشغيل 15 مستشفى وحوالي 28 مركزًا صحيًّا، فضلاً عن مؤسسات الرعاية المتوزعة على 54 منزل.

### السياسة
كتب يروين نيمبرمن، أستاذ القانون الدولي في جامعة ايراسموس روتردام ما يلي:
| المسيحية في زامبيا | من الناحية الرسميَّة زامبيا هي دولة مسيحية أيضًا، على الرغم من التداعيات القانونية. تنص ديباجة دستور زامبيا أنها دولة مسيحية ولكن دون تحديد "الطائفة المسيحية". ببساطة يعلن: "نحن، شعب زامبيا .. جمهورية وأمة مسيحية ..." بقدر ما تشعر بالقلق من ممارسات الدولة، يمكن الإشارة إلى أن الحكومة تحتفظ في علاقات مع مجلس الكنائس الزامبي وتفرض تدريس المسيحية في مناهج المدارس العامة. | المسيحية في زامبيا |

بعدما أن «أعلنت زامبيا عن نفسها كدولة مسيحية في عام 1991»، حث نائب الرئيس الأمة والمواطنين إلى «أن يكون لديهم توجه مسيحي في كافة المجالات، وعلى جميع المستويات».